# Мордовская Паёвка
Мордовская Паёвка (мокш. Пою веле, Мокшень Пою) — село в Инсарском районе Мордовии в составе Кочетовского сельского поселения.

## География
Расположено на речке Инсарке, в 22 км от районного центра и 40 км от железнодорожной станции Кадошкино.

## История
Название флористического характера (пою веле «осиновая деревня, осиновка»): указывает, что населённый пункт основан у осиновой рощи, определение «мордовская» («мокшень») свидетельствует об этническом составе жителей. В «Отдельных книгах поместий Дан. Миленина и Алексея Тоузакова» (1603) предписывалось выделить для проживания пожилому служилому поместье в д. Пое. В середине 19 в. — в Инсарском, Краснослободском, Наровчатском уездах. В «Списке населённых мест Пензенской губернии» (1869) Мордовская Паёвка (Средняя Лухма) — село казённое из 147 дворов (990 чел.) Наровчатского уезда; имелись церковь; 2 маслобойки. Согласно «Подворной переписи крестьянского хозяйства Пензенской губернии» (1913) в Мордовской Паёвке — 1 община, 145 дворов (878 чел.); школа, 2 хлебозапасных магазина, 3 ветряные мельницы, кузница, 2 лавки, пожарная машина.
В начале 1930-х гг. был создан колхоз «Од веле» («Новое село»), с 1960 г. — в составе совхоза «Верхнелухменский» (с. Верхняя Лухма), с 1967 г. — колхоза «Кочетовский» (с. Кочетовка), с 1985 г. — совхоз, с 1993 г. — ГП, совхоз «Паёвский», с 2001 г. — СХА «Паёвская». В современном селе — основная школа, библиотека, клуб, медпункт, магазин.
Мордовская Паёвка — родина писателя М. Т. Петрова.

## Население
| 1989 | 2002 | 2010 |
| ---- | ---- | ---- |
| 703  | ↘542 | ↘455 |

Национальный состав
Согласно результатам Всероссийской переписи населения 2002 года, в национальной структуре населения мордва-мокша составляли 92 %.

## Источник
- Энциклопедия Мордовия, О. В. Котлова.